# Ітан Піннок
Ітан Піннок (англ. Ethan Pinnock, нар. 29 травня 1993, Лондон) — ямайський футболіст, захисник клубу «Брентфорд» та національної збірної Ямайки. Виступав також за клуби «Далвіч Гамлет» та «Барнслі».

## Клубна кар'єра
Ітан Піннок народився 1993 року в Лондоні. Займався в юнацьких командах футбольних клубів «Міллволл» та «Далвіч Гамлет». У професійному футболі Піннок дебютував 2010 року виступами за команду Істмійської ліги «Далвіч Гамлет», в якій грав до 2016 року, взявши участь у 158 матчах чемпіонату. Протягом 2016—2017 років футболіст грав у складі клубу Національної ліги «Форест Грін Роверс». У 2017—2019 роках Піннок грав у складі команди Чемпіоншипу «Барнслі». З 2019 року футболіст грає у складі клубу «Брентфорд», який спочатку грав у Чемпіоншипі, але за підсумками сезону 2020—2021 років вийшов до Прем'єр-ліги.

## Виступи за збірну
Ітан Піннок народився в Англії в сім'ї вихідця з Ямайки, та вибрав виступи на міжнародному рівні за збірну Ямайки. У 2021 році Піннок дебютував в офіційних матчах у складі національної збірної Ямайки. У складі збірної був учасником розіграшу Золотого кубку КОНКАКАФ 2023 та Кубка Америки 2024 року. Станом на листопад 2024 року зіграв у складі збірної 17 матчів, у яких забитими м'ячами не відзначився.